# Distrito electoral de Kiowa (condado de Scotts Bluff, Nebraska)
Kiowa (en inglés: Kiowa Precinct) es un distrito electoral ubicado en el condado de Scotts Bluff en el estado estadounidense de Nebraska. En el censo de 2010 tenía una población de 818 habitantes y una densidad poblacional de 1,87 personas por km².

## Geografía
Kiowa se encuentra ubicado en las coordenadas 41°49′23″N 103°57′37″O / 41.82306, -103.96028. Según la Oficina del Censo de los Estados Unidos, Kiowa tiene una superficie total de 437.05 km², de la cual 436.35 km² corresponden a tierra firme y (0.16%) 0.7 km² es agua.

## Demografía
Según el censo de 2010, había 818 personas residiendo en Kiowa. La densidad de población era de 1,87 hab./km². De los 818 habitantes, Kiowa estaba compuesto por el 88.02% blancos, el 0% eran afroamericanos, el 0.12% eran amerindios, el 1.83% eran asiáticos, el 0% eran isleños del Pacífico, el 9.66% eran de otras razas y el 0.37% pertenecían a dos o más razas. Del total de la población el 19.07% eran hispanos o latinos de cualquier raza.